# Kungschampinjon
Kungschampinjon (Agaricus augustus) är en svampart i familjen Agaricaceae. Den räknas sedan länge som en förträfflig matsvamp, ofta trestjärnig i svampböcker. Det är också en av de största champinjonerna som kan nå en höjd av 20 cm och hatten kan bli ungefär lika bred. Den växer gärna i barrförnan under gamla granar i ängsgranskog samt parker och trädgårdar med även lövträd. 
Kungschampinjonen tillhör en grupp av champinjonsorter (där bland andra även vildväxande snöbollschampinjon ingår), som kan innehålla varierande mängder av tungmetallen kadmium, ett ämne som i höga halter kan vara farligt för människan.
Den har en tydlig, behaglig doft som liknar anis eller mandel, och anses vara en läcker matsvamp som dock inte tillhör nybörjarsvamparna som gäller alla champinjoner. 